# Província de Huancabamba
La província de Huancabamba és una de les vuit que conformen el departament de Piura, sota l'administració del Govern Regional de Piura, al nord del Perú. Limita pel nord amb la República de l'Equador; per l'est amb el departament de Cajamarca; pel sud amb el departament de Lambayeque, i per l'oest amb la província de Morropón i la província de Ayabaca.
Té una població aproximada de 124.000 habitants i una extensió de 4.254,14 quilòmetres quadrats, i la ciutat de Huancabamba (situada sobre els 1.933 msnm) n'és la capital.
Des del punt de vista de la jerarquia de l'Església Catòlica, forma part de la Diòcesi de Chulucanas.

## Història
La cultura huancabamba es va desenvolupar principalment de llarg a llarg de la vall interandina formada pel riu Huancabamba, com ho demostren les restes i els vestigis arqueològics disseminats en aquest territori.
El temple dels jaguars a Mitupampa, el cementiri preinca de Maray-pampa i la ciutat de huarmichina als límits de Jaén, últimament descoberts per l'arqueòleg italià Mario Polia, confirmen la tesi de Julio C. Tello sobre l'origen amazònic d'aquesta cultura.
Tant la indústria lítica com la metal·lúrgica, arquitectura i terrisseria van ser de coneixement dels més antics pobladors d'aquesta vall, que, ja en l'Horitzó Intermedi Primerenc, al voltant de l'any 800 dC, tenien un actiu temple de culte als jaguars, petit centre de poder a Mitupampa, districte de Sondorillo, i gairebé per aquella època a Maraypampa, districte de Sóndor, els terrissers treballaven el fang construint grans atuells o urnes funeràries on despistaven les restes incinerades dels seus morts i després d'haver-los soterrats seguint un costum amazònic.
Al voltant de 1480 l'inca Túpac Yupanqui va conquerir la província i esborrà el culte als jaguars. Els costums dels huancapampes es van reemplaçar per noves formes de vida que implantaren els mitimaes o colonitzadors incaics, que fundaren Caxas i Huancabamba i feren d'aquesta província una de les més grans i millors que va haver-hi en el incanat.
A mitjan octubre de 1532 es produeix la primera trobada dels conqueridors espanyols amb les dues primeres ciutats Andines: Caxas i Huancabamba, a través de l'avançada d'Hernando de Soto, la mateixa que troba el gran camí de l'inca que passant per aquestes poblacions unia Quito i Cusco, grans edificis de la pedra llaurada i séquies, dipòsits per a les hosts d'Atahualpa i un Ajllahuasi o casa de Verges del sol amb 5.000 donzelles.

## Divisió administrativa

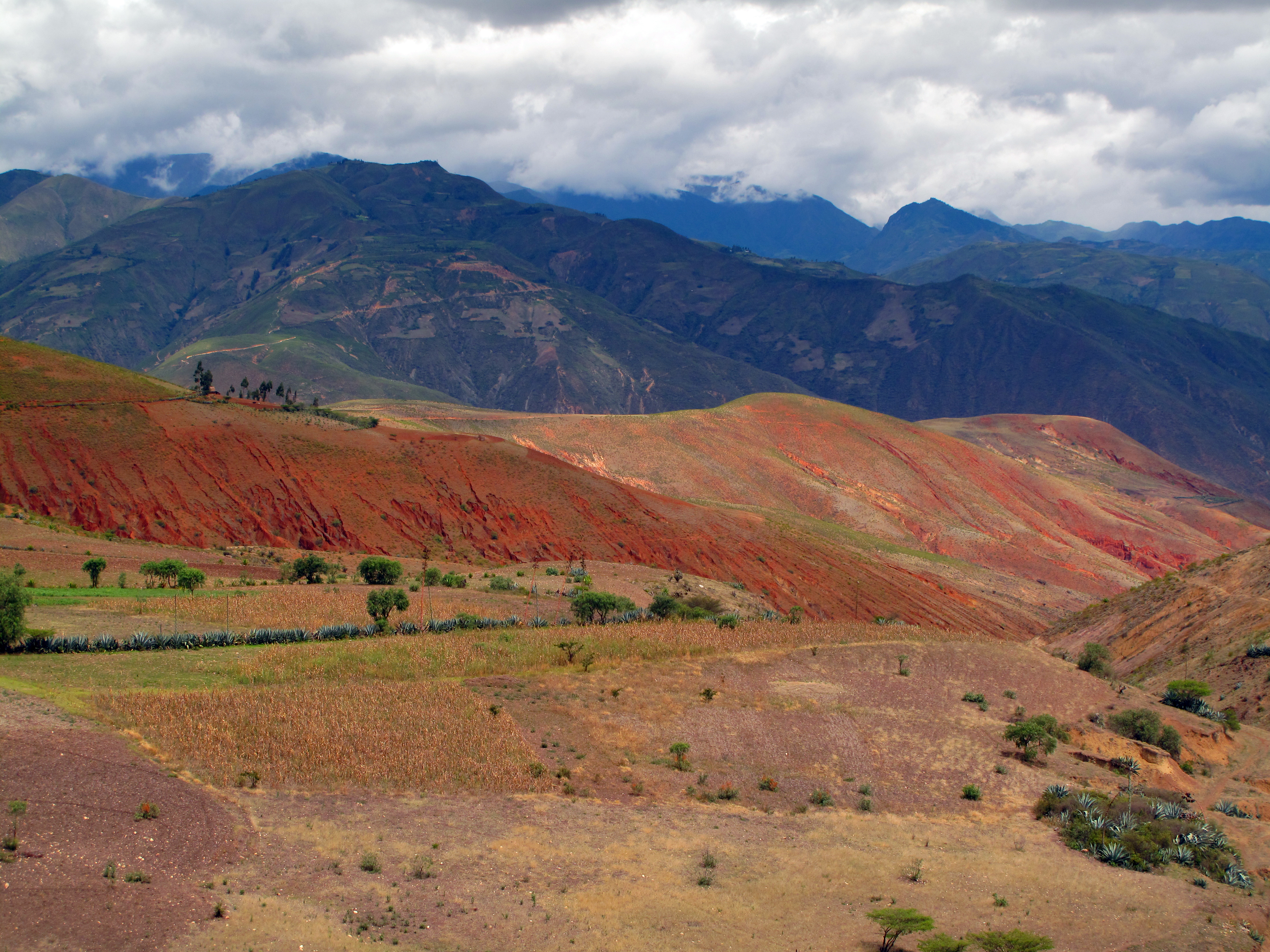
Erosió massiva del terra al sud de Huancabamba.

Es divideix en vuit districtes:
1. Huancabamba
2. Canchaque
3. El Carmen de la Frontera
4. Huarmaca
5. Lalaquiz
6. San Miguel del Faique
7. Sondor
8. Sondorillo

## Religió
Segons xifres del cens 2007, el 89% de la població d'Ayabaca és catòlica, el 9% és part d'alguna església evangèlica, un 1% professa altres creences, mentre que l'1% restant no professa cap religió. Els catòlics en aquesta província estan representats per la diòcesi de Chulucanas el bisbe de la qual és Daniel Thomas Turley Murphy (ÓSSA).